# Cailleach Corona
La Cailleach Corona è una struttura geologica della superficie di Venere.